# ハスノハイチゴ
ハスノハイチゴ(蓮の葉苺、Rubus peltatus)は、バラ科キイチゴ属に分類される木本植物の落葉低木。和名の由来は、葉がハスの葉のように葉柄が付いているように見えることから基づいている。

## 特徴
高さ1mほどの落葉低木である。
葉
葉は掌状浅裂の3〜5裂で互生し大きく、ほぼ五角形である。無毛で葉柄がハスの葉のようにつき、葉脈の裏にかぎ状の棘がある。また白い蝋質のものがつく。
茎
かぎ状の棘があり、白い蝋状の幕のようなものが覆う。
花
枝先に3～5cmの白花を咲かせる。
実
長さ4cmにもなる巨大な円柱状の集合果を７～９月にならす。
根
地下茎で増える。

## 分布
日本では本州（長野県西部および愛知県、福井県以西）、四国、九州に分布する。希少であり、宮崎県などでは準絶滅危惧種、山口県では絶滅危惧II類に含まれる。